# Timonoe argenteozonata
Timonoe argenteozonata là một loài nhện trong họ Tetragnathidae. Chúng được miêu tả năm 1898 bởi Thorell, thường xuất hiện ở Myanmar.